# 集落地域整備法
集落地域整備法（しゅうらくちいきせいびほう、昭和62年6月2日法律第63号）は、農業の生産条件と都市環境との調和のとれた地域の整備を計画的に推進するための措置に関する日本の法律である。

## 構成
- 第1章 - 総則（第1条 - 第3条）
- 第2章 - 集落地域整備基本方針（第4条）
- 第3章 - 集落地区計画（第5条・第6条）
- 第4章 - 集落農業振興地域整備計画等（第7条 - 第12条）
- 第5章 - 雑則（第12条の2 - 第14条）
- 第8章 - 罰則（第15条 - 第17条）